# História da República de Veneza

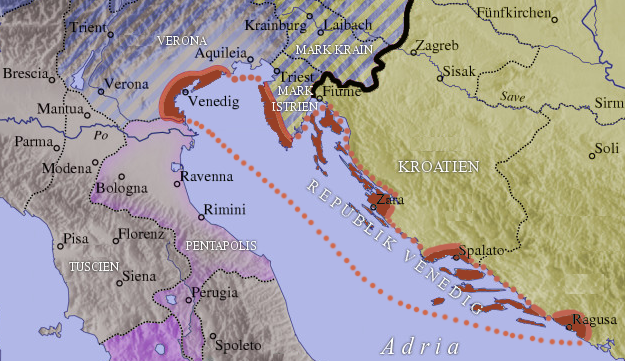
A República de Veneza O território republicano é vermelho escuro, as fronteiras em vermelho claro

A República de Veneza (em vêneto: Repùblica Vèneta; em italiano: Repubblica di Venezia) foi um Estado soberano e uma república marítima no nordeste da Itália, que existiu por um milênio entre o século VIII e 1797.
Foi baseada nas comunidades lagunares da cidade historicamente próspera de Veneza, e foi uma das principais potências econômicas e comerciais da Europa durante a Idade Média e o Renascimento, sendo a mais bem-sucedida das repúblicas marítimas italianas. No final da Idade Média, ocupou territórios significativos no continente, no norte da Itália, conhecidos como Domini di Terraferma [en] ("Domínios da terra firme"), juntamente com a maior parte da costa da Dalmácia, do outro lado do mar Adriático, Creta e inúmeras pequenas colônias ao redor do mar Mediterrâneo, juntos conhecido como o Stato da Màr.
Um lento declínio político e econômico começou por volta de 1500 e, no século XVIII, a cidade de Veneza dependia em grande parte do comércio turístico, como ainda depende, e o Stato da Màr foi em grande parte perdido.

## Antecedentes

O Retorno de Bucentauro ao Molo no Dia de Ascensão, por Canaletto (1730). A cena retrata um momento de uma tradicional e importante cerimônia veneziana, o casamento místico do doge, na qualidade de representante da República, com o mar, levado a efeito durante uma procissão aquática liderada pela gôndola ducal, o Bucentauro, quando o doge lança um anel de ouro nas águas. Ao fundo, o Palácio Ducal de Veneza, erguido na Idade Média

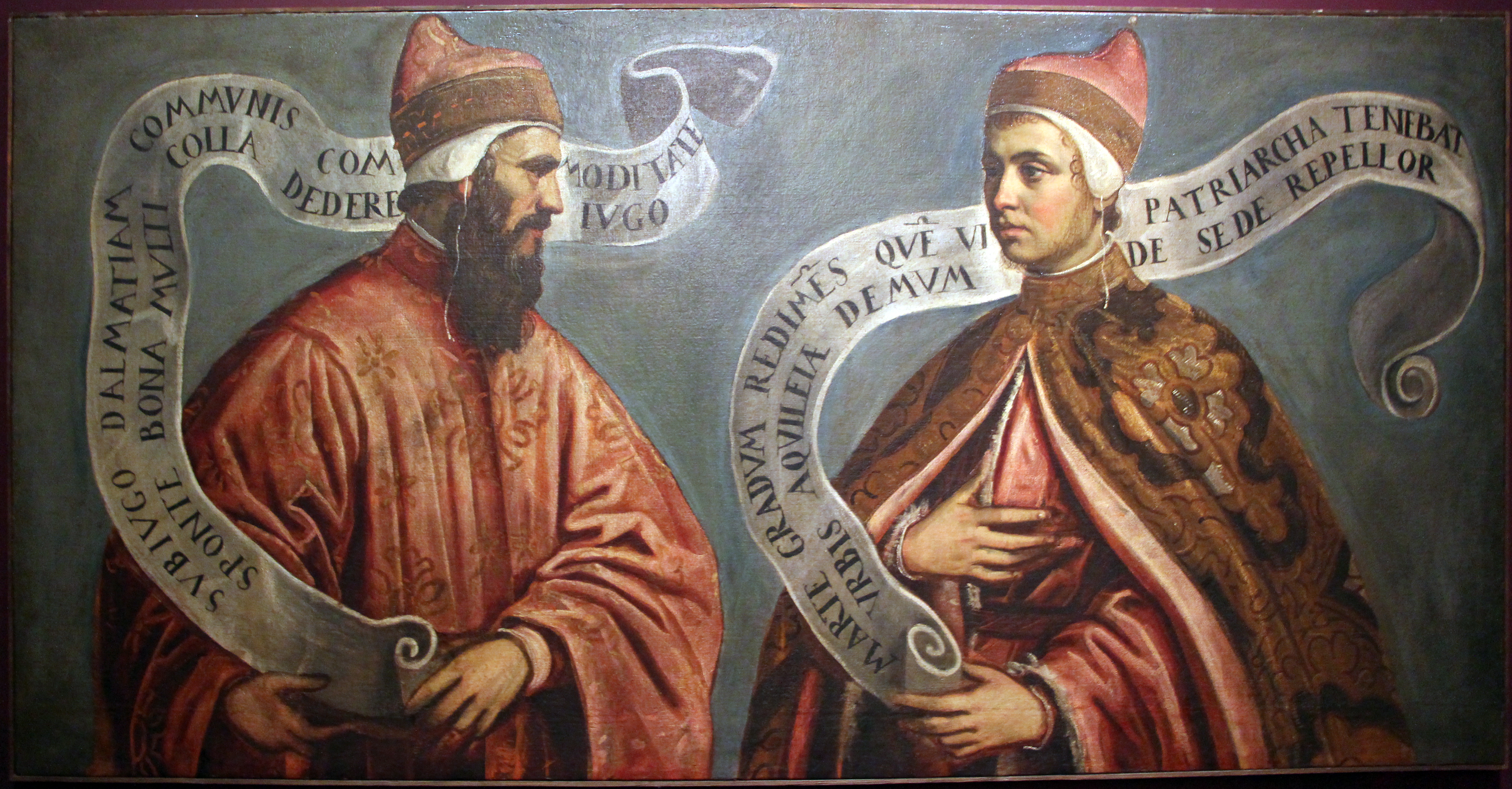
Os doges Pietro Orseolo II e Ottone Orseolo

A região onde se ergue Veneza era habitada desde a Pré-história. Sua história escrita começa no tempo dos romanos, que organizaram jurídica e politicamente o território, promovendo o povoamento. No tempo de Augusto, a laguna fazia parte da região romana da Venécia e Ístria, cujo território ia da Panônia até o rio Adda na Lombardia. Diz a tradição que, em 25 de março de 421, foi consagrada a Igreja de San Giacometto na região de Rialto, que compreende um grupo de ilhas na laguna, sendo o mais antigo registro sobre sítio com povoamento ininterrupto, uma data que até a queda da república foi comemorada como o natalício da cidade. No século VI as invasões lombardas penetravam todo o norte da Itália, a região de Veneza se tornaria motivo de disputa entre grandes potências, e entre 540-555 foi anexada pelo Império Bizantino. A constante ameaça de invasões fez grande parte da população, que vivia no entorno continental (a terraferma), se retirar para as ilhas da laguna, onde ficava mais protegida pelos pântanos e pelo mar. A primeira capital desse povoamento foi Eraclea, que em 667 foi estabelecida como sede de uma província bizantina. A sede mudou de local algumas vezes até se fixar em Rialto. Em meados do século IX o centro histórico de Veneza já estava basicamente delimitado, mas a densidade populacional ainda era muito baixa.
Em 697, de acordo com a tradição, teria sido eleito o primeiro duque (doge), Paulo Anafesto, por aclamação da assembleia civil, um Conselho Geral (em latim: Concio generalis), mas a historicidade deste doge é controversa. Nesta época o povoamento veneziano estava subordinado ao Exarcado de Ravena, ao qual cabia indicar e instalar o doge. O Conselho podia vetar a indicação. O primeiro cuja existência é certa é Orso Ipato, eleito em 726. O doge atuava como um monarca vitalício, mas não hereditário, formalmente chamado de cônsul imperial e duque das Províncias Vênetas (Venécia). Seu poder era abrangente, mas era moderado por dois tribunos, eleitos a cada ano, e pela Concio generalis. Entre suas capacidades, eram enfatizadas as militares, devido a uma história de séculos de invasões repetidas na região. A elite era composta pela famílias fundadoras da cidade, os cittadini originarii, que dominavam a Concio e o tribunato e formavam a primeira nobreza local.

## Ascensão
O sucessor de Orso Ipato, Teodato Ipato [en], mudou sua sede de Eraclea para Malamocco (no Lido) na década de 740. Ele era filho de Orso e representou a tentativa de seu pai de estabelecer uma dinastia. Tais tentativas eram mais do que comuns entre os doges dos primeiros séculos da história veneziana, mas nenhum teve sucesso.
A mudança política do Reino Franco, começou a mudar a divisão faccional de Veneza. Uma facção era decididamente pró-bizantina. Eles desejavam permanecer bem conectados ao império. Outra facção, de natureza republicana, acreditava em continuar no caminho da independência prática. A outra facção principal era pró-franca. Apoiados principalmente pelo clero (em linha com as simpatias papais da época), eles olhavam para o novo rei carolíngio dos francos, Pepino, o Breve, como o melhor provedor de defesa contra os lombardos. Uma facção menor, pró-lombarda, se opunha a estreitar laços com qualquer uma dessas potências mais distantes e interessava-se em manter a paz com o vizinho Reino Lombardo, que cercava Veneza, exceto do lado do mar.
Teodato Ipato foi assassinado e seu trono usurpado, mas o usurpador, Galla Gaulo, sofreu um destino semelhante dentro de um ano. Durante o reinado de seu sucessor, Domênico Monegário, Veneza mudou de uma cidade de pescadores para um porto de comércio e centro de mercadores. A construção naval também foi muito avançada e o caminho para o domínio veneziano do Adriático foi estabelecido. Também durante o mandato de Domênico Monegário, foi instituído o primeiro tribunal duplo. A cada ano, dois novos tribunos eram eleitos para supervisionar o doge e evitar abusos de poder.
Nesse período, Veneza estabeleceu um próspero comércio de escravos, comprando na Itália, entre outros lugares, e vendendo aos mouros, no norte da África. O próprio Papa Zacarias teria proibido tal tráfico para fora de Roma.
O pró-lombardo Monegário foi sucedido em 764, por um pró-bizantino eracleano, Maurício Galba. O longo reinado de Galba (764-787) levou Veneza a um lugar de proeminência não apenas regional, mas internacional e viu o esforço mais concertado até agora para estabelecer uma dinastia. Maurício supervisionou a expansão veneziana para as ilhas de Rialto. Ele foi sucedido por seu filho igualmente longo reinado, Giovanni Galbaio, que entrou em conflito com Carlos Magno sobre o comércio de escravos e entrou em conflito com a igreja veneziana.
As ambições dinásticas foram destruídas quando a facção pró-franca conseguiu tomar o poder sob Obelério degli Antoneri em 804. Obelério trouxe Veneza para a órbita do Império Carolíngio. No entanto, ao chamar o filho de Carlos Magno, Pepino, rex Langobardorum, em sua defesa, Obelério levantou a ira da população contra ele e sua família e eles foram forçados a fugir durante o cerco de Veneza por Pepino. O cerco provou ser um fracasso carolíngio caro. Durou seis meses, com o exército de Pepino devastado pelas doenças dos pântanos locais e eventualmente forçado a se retirar. Alguns meses depois, o próprio Pepino morreu, aparentemente como resultado de uma doença contraída ali.
Veneza alcançou assim uma independência duradoura ao repelir os sitiantes. Isso foi confirmado em um acordo entre Carlos Magno e Nicéforo que reconheceu Veneza como território bizantino e também reconheceu os direitos comerciais da cidade ao longo da costa do Adriático, onde Carlos Magno ordenou anteriormente ao papa que expulsasse os venezianos da Pentápolis.

## Alta Idade Média

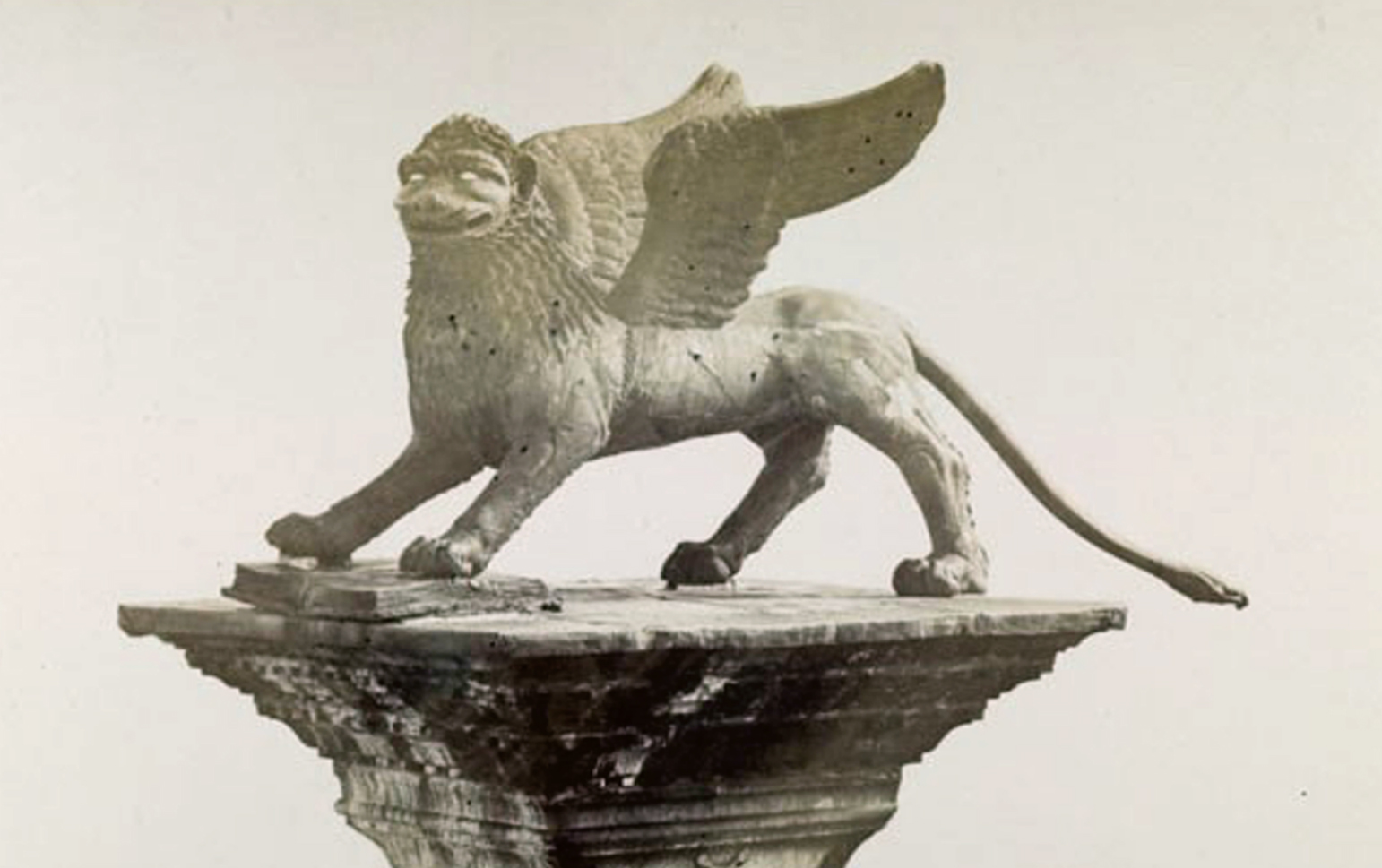
O Leão de Veneza

O sucessores de Obelério herdaram uma Veneza unificada. Pela Pax Nicephori (803), os dois imperadores tinham reconhecido a independência de facto de Veneza, ao mesmo tempo em que a cidade se mantinha nominalmente vassala do Império Bizantino. Em 840 já era para todos os efeitos uma entidade política com amplo grau de autonomia, mas a influência de Bizâncio permaneceria forte por muito tempo, definiria boa parte da sua cultura inicial, e só começaria a enfraquecer no século XII.
No ano de 840 o território tinha vários núcleos importantes de povoamento, entre eles Rialto, Olivolo, Murano, Malamocco, Albiola, Chioggia, Brondolo, Fossone, Loreo, Torcello, Ammiana, Burano, Cittanova, Fine, Equilo, Caorle e Grado. As fontes da época são escassas e lacônicas demais para permitir um bom entendimento de como funcionavam em termos administrativos. Cronistas antigos sugeriram que em suas etapas iniciais esses núcleos se uniram em um sistema federativo, com administrações locais mais ou menos autônomas a cargo de tribunos, uma ideia ainda defendida por muito historiadores contemporâneos, mas a base dessa tradição historiográfica é fraca e se sustenta apenas por uma suposição de que a organização local imitava a organização política bizantina e a de regiões vizinhas, mas não sobrevivem documentos que a provem. Se chegou a haver uma federação, ela não durou. No começo do século IX a autoridade dos tribunos havia se tornado apenas simbólica e o dogado se constituíra em um poder claramente centralizado, embora a condição de um efetivo Estado unificado ainda fosse embrionária.
Um traço distintivo da história da república foi sua completa aversão ao desenvolvimento do feudalismo, não havendo condições nem culturais e nem sociais ou políticas que permitissem a afirmação de famílias encasteladas como potentados locais. Além disso, apesar da concentração inicial do poder na figura do doge, os séculos X e XI seriam o palco de uma contínua disputa entre os doges e a nobreza pelo controle do governo, na qual os nobres acabariam triunfando. Um reflexo disso foi o fracasso de todas as poucas tentativas de se formar dinastias governantes hereditárias. Ao longo desse processo, a nobreza do núcleo habitado de Rialto assumiu o papel de protagonista em termos de influência política. Segundo Andrea Castagnetti, crônicas dos séculos XI e XII ainda insistem nas narrativas sobre a existência de uma federação, mas são mais o sintoma de um desejo da nobreza das outras cidades de ter voz ativa no governo central do que a expressão de uma realidade, pois mesmo que essas cidades já fossem bastante populosas, permaneceram com uma organização acentuadamente rural, enquanto Rialto, núcleo originador da cidade de Veneza e sede ducal, desenvolvia um perfil de metrópole e capital.
Durante o reinado dos Participácios, Veneza cresceu em sua forma moderna. Embora eracleano de nascimento, Ângelo, primeiro doge da família, foi um imigrante pioneiro para Rialto e seu governo foi marcado pela expansão de Veneza sobre o mar por meio da construção de pontes, canais, baluartes, fortificações e edifícios de pedra. A moderna Veneza, junto com o mar, estava sendo parida. Ângelo foi sucedido pelo filho Justiniano, que levou o corpo de São Marcos de Alexandria para Veneza e fez dele o santo padroeiro da cidade.

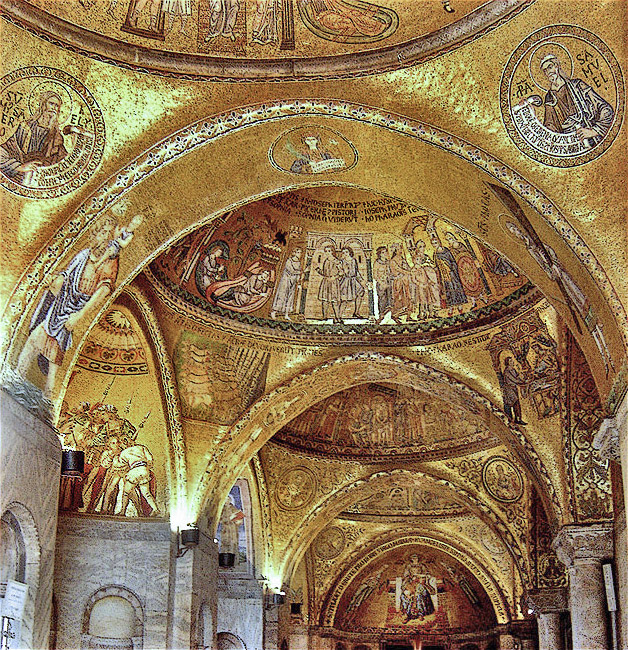
O faustoso interior da Basílica de São Marcos, influenciado pela arte bizantina, é ilustrativo da opulência da república na Idade Média

Em sua homenagem  foi erguida a suntuosa Basílica de São Marcos, e desde então o leão alado que tradicionalmente representava o santo ficou indissoluvelmente vinculado a Veneza como seu principal símbolo.
Durante o reinado do sucessor do Participácio Pedro Tradônico, Veneza começou a estabelecer seu poder militar que iria influenciar as cruzadas, anos mais tarde, e dominar o Adriático durante séculos. Ele assinou um acordo comercial com o imperador Lotário I do Sacro Império Romano-Germânico, cujos privilégios foram depois expandidos pelo sacro imperador romano-germânico Otão I. Tradônico garantiu o controle do mar ao lutar contra os piratas eslavos e sarracenos. O reinado de Tradônico foi longo e teve êxito (r. 837–864), sendo o primeiro doge a governar a república com verdadeira independência. Mas ele foi sucedido por outro Participácio, Orso I, e isso fazia parecer com que uma dinastia tivesse finalmente se estabelecido. Em torno de 841, a República de Veneza enviou uma frota de 60 galés (cada uma com 200 homens) para assistir os bizantinos na expulsão dos árabes de Crotona, mas a incursão falhou.
Sob Pedro II Candiano, as cidades da Ístria assinaram um tratado sob o qual foi aceita a supremacia econômica veneziana. Foi o primeiro movimento rumo à criação do império litorâneo na Dalmácia. A dinastia Candiano, autocrática e filo-imperial, foi deposta por uma revolta em 972, e a população elegeu Pedro Orseolo como doge. Entretanto, sua política conciliatória era pouco eficaz, e ele renunciou em favor de Vitale Candiano. A partir de de Pedro II Orseolo, eleito em 991, a atenção rumo ao continente foi definitivamente ofuscada por um forte impulso em direção ao controle do mar Adriático. Escaramuças internas foram pacificadas, e o comércio com o Império Bizantino foi ampliado pelo tratado favorável (Grisóbolo) com o imperador Basílio II Bulgaróctono. No ano 1000, uma expedição de seis navios na Ístria garantiu a suserania veneziana na área, e piratas eslavos foram suprimidos permanentemente.
Nessa ocasião, Orseolo se denominou "Duque da Dalmácia", iniciando o império colonial de Veneza. Ele morreu em 1008, também sendo responsável pelo estabelecimento da cerimônia do "casamento com o mar", que virou uma tradição. Na época, Veneza já tinha um firme controle sobre o mar Adriático, reforçado pela expedição do filho de Pedro II, Ottone, em 1017, e tinha assumido um papel de equilíbrio de poder entre os dois grandes impérios (Bizantino e Sacro).
Durante a longa questão das investiduras, Veneza se manteve neutra, e isso causou algum atrito com os papas. O doge Domenico Selvo habilmente interveio na guerra entre os normandos da Apúlia e o imperador bizantino Aleixo I Comneno em favor desta último na Batalha de Dirráquio, obtendo em troca uma bula papal que declarava a supremacia veneziana no litoral do Adriático até Dirráquio, bem como a isenção de impostos para seus mercadores em todo o império. A guerra não foi um sucesso militar, mas com tal ato a cidade de Veneza ganhou total independência também do ponto de vista formal. Em 1084, Selvo comandou pessoalmente uma frota contra os normandos, mas foi derrotado e perdeu 9 grandes galés, os maiores e mais fortemente armados navios da frota veneziana.

## Baixa Idade Média

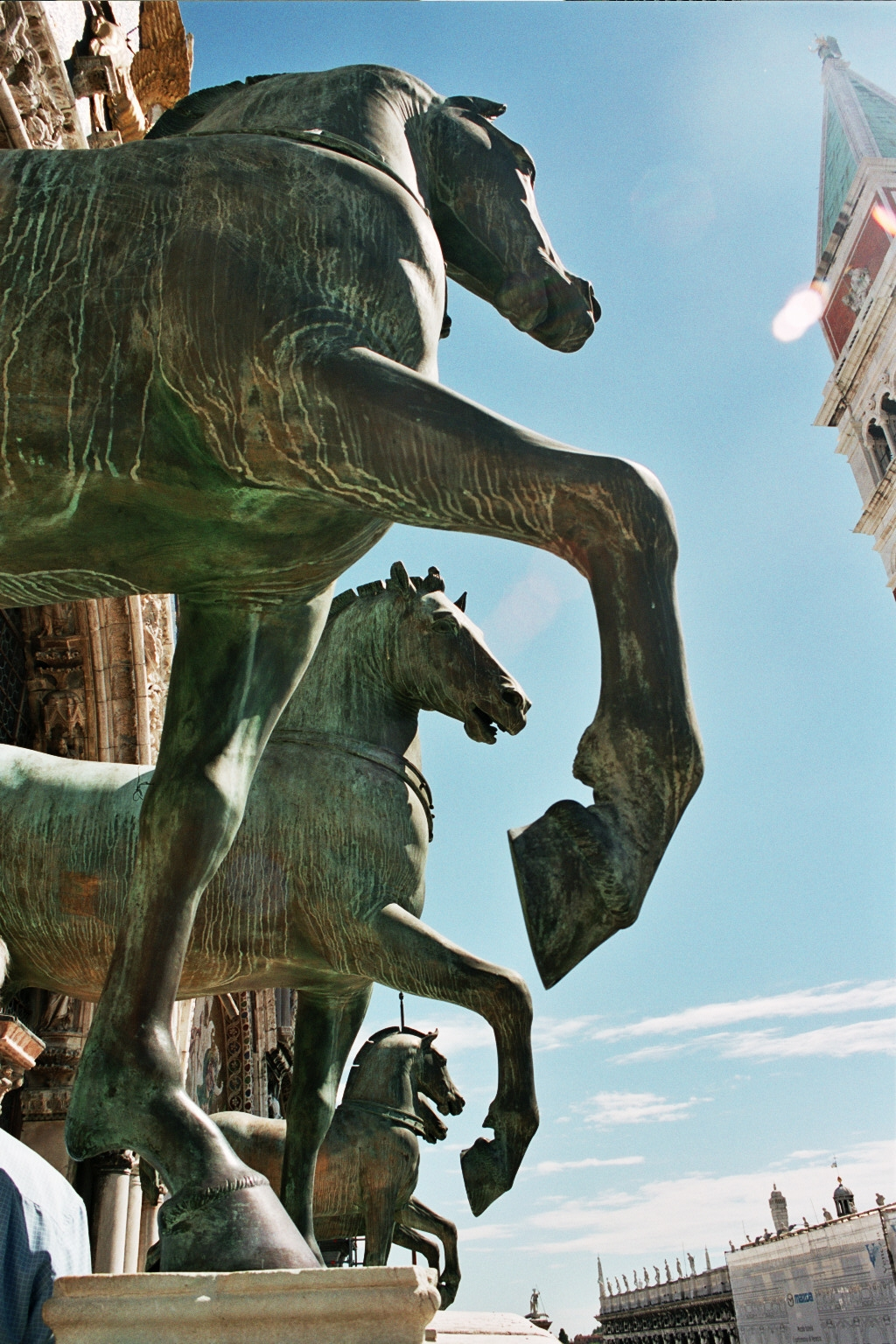
OS Cavalos de São Marcos, trazidos como butim de Constantinopla em 1204

Na Alta Idade Média, Veneza se tornou muito rica mediante o controle do comércio entre a Europa e o Levante, e começou a se expandir no mar Adriático e além. Veneza se envolveu nas Cruzadas quase desde o início: 200 navios venezianos ajudaram na captura das cidades costeiras da Síria depois da Primeira Cruzada e, em 1123, garantiram autonomia virtual no Reino de Jerusalém através do Pactum Warmundi. Em 1110, Ordelafo Faliero comandado pessoalmente uma frota veneziana de 100 navios para assistir Balduíno I de Jerusalém na captura da cidade de Sídon.
No século XII, os venezianos também ganharam extensos privilégios comerciais no Império Bizantino e seus navios amiúde forneciam ao império uma armada. Em 1182, houve uma revolta antiocidental em Constantinopla, na qual os venezianos foram o principal alvo. A frota veneziana foi crucial para o transporte da Quarta Cruzada, mas quando o cruzados não puderam pagar os navios, o astuto e manipulativo doge Henrique Dândolo rapidamente explorou a situação e ofereceu transporte aos cruzados se eles capturassem a cidade dálmata (cristã) de Zara (atual Zadar), que se tinha rebelado contra Veneza em 1183, se posto sob proteção dual da Santa Sé e do rei Emérico da Hungria (r. 1196–1204) e se tinha provado também bem fortificada demais para Veneza retomá-la sozinha. Além de cumprir esta condição, a cruzada foi de novo desviada para Constantinopla, a capital do Império Bizantino, então outro rival de Veneza. A cidade foi capturada e saqueada em 1204. O saque foi descrito como um dos mais trágicos e lucrativos na História.

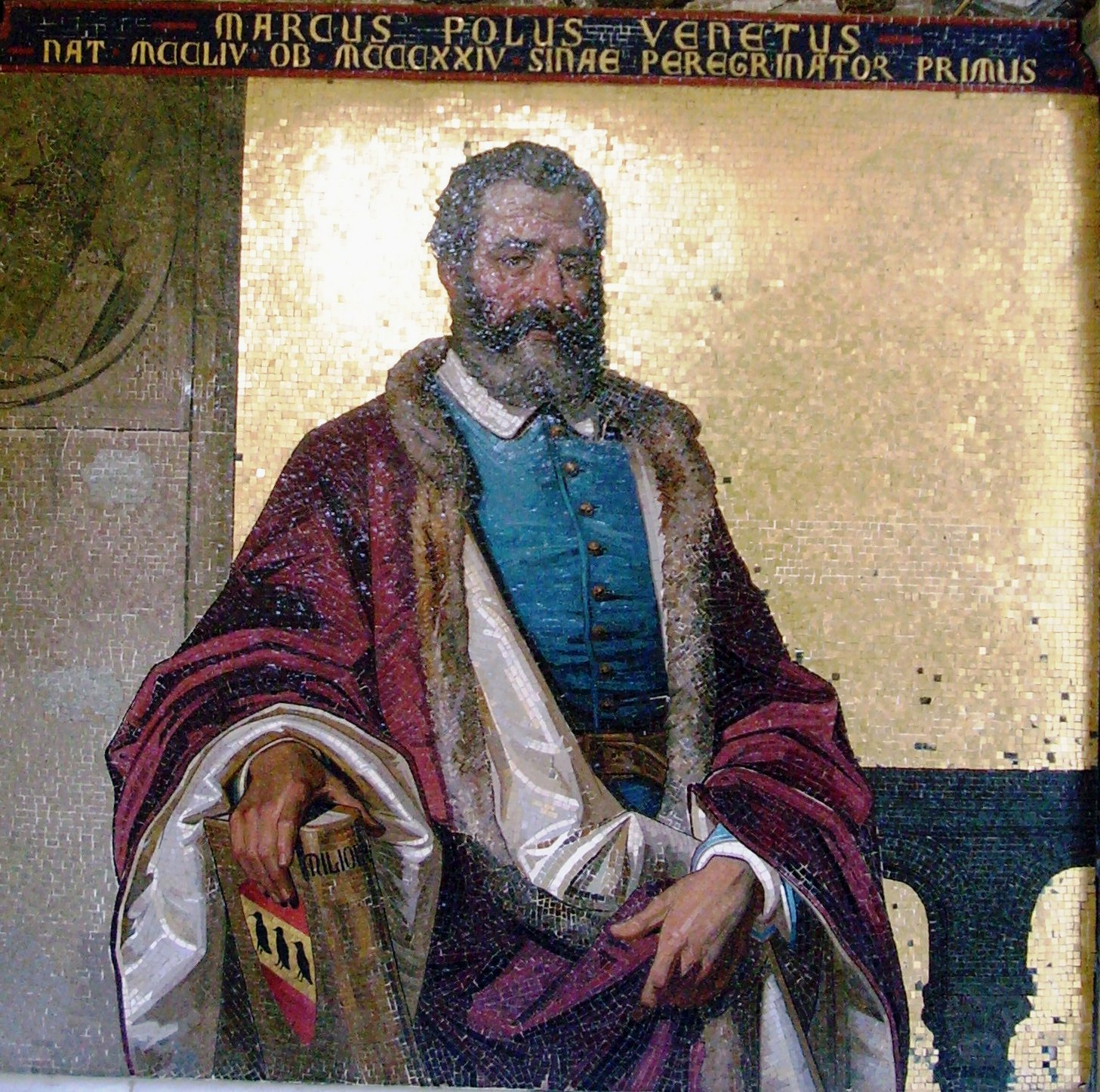
Marco Polo (1254–1324), explorador e autor de As Viagens de Marco Polo, onde descreve para os europeus as maravilhas da China e de outras partes da Ásia

O Império Bizantino, que até então tinha resistido a vários ataques e mantido os invasores islâmicos fora da Anatólia Ocidental e do Leste Europeu, foi restabelecido em 1261 mas nunca recuperado seu poder anterior e depois foi conquistado pelos turcos otomanos (que mais tarde ocuparam os Bálcãs e o Reino da Hungria, bem como sitiaram Viena por duas ocasiões). Os venezianos, que escoltaram a frota cruzada, reivindicaram muito do saque da cidade como pagamento, incluindo os famosos quatro cavalos de bronze trazidos para adornar a Basílica de São Marcos. Como resultado da subsequente partição do Império Bizantino, Veneza ganhou alguns territórios estratégicos no mar Egeu, incluindo as ilhas de Creta e Eubeia. As ilhas do Egeu (até então três-oitavos do Império Bizantino) formaram o novo Ducado do Arquipélago, sob controle veneziano.
Em 1295, Pietro Gradenigo enviou uma frota de 68 navios para atacar uma frota genovesa em Alexandretta, e uma outra frota de 100 navios em 1299. De 1350 a 1381, Veneza combateu uma intermitente guerra com Génova. Inicialmente derrotada, Veneza destruiu a frota genovesa na Batalha de Chioggia em 1380 e obteve uma proeminente posição no comércio do Mediterrâneo Oriental à custa do declínio de Génova.

### Transição sociopolítica
Este período foi decisivo para a história da república, é quando se consolida sua estrutura sociopolítica em sua feição clássica. A partir da antiga Concio generalis foi criado, antes de 1141, o Colégio dos Sábios (Collegio dei Savi), como uma assessoria pessoal do doge. O Colégio dos Sábios evoluiria para formar em torno de 1172 o Conselho Maior (Maggior Consiglio), a plenária dos cidadãos livres, incluindo teoricamente nobres e plebeus, mas na prática dominado pelos nobres. Entre 1172 e 1178 foi criado o Conselho Menor (Minor Consiglio), que era outro conselho pessoal do doge e ainda integrava a Serenissima Signoria de Veneza, órgão representativo da sua soberania, do qual também fazia parte o doge; presidia todos os Conselhos, atuava como tribunal e resolvia disputas de competência. Nos primeiros anos do século XIII foi criado o Conselho dos Quarenta (Consiglio dei Quaranta ou Quarantia), um Supremo Tribunal civil e criminal, do qual faziam parte o doge, todos os membros do Conselho Menor e membros eleitos pelo Conselho Maior. Em torno de 1229 era criado o Senado (Consiglio dei Pregadi ou Rogati), com membros eleitos pelo Conselho Maior, com mandato de um ano. Tinha entre suas incumbências aconselhar o doge, dirigir a economia, o fisco, a navegação e o comércio, supervisionar os arsenais, os bens públicos e eclesiásticos, o abastecimento de tropas, a instrução e a saúde pública, definir a política religiosa do Estado, nomear embaixadores, advogados, notários, fiscais, podestàs para as províncias e oficiais de justiça, finanças e outros oficiais, e julgar questões legais e penais variadas.

Relação entre os poderes e órgãos governativos

Em 1297 o Conselho Maior votou pela entrega do poder a um grupo de famílias que se haviam mantido ativas no conselho nos anos precedentes, num evento conhecido como a Serrata del Maggior Consiglio (Fechamento do Conselho Maior), quando tomou posse um grupo privilegiado de famílias, e fechou-se oficialmente o acesso para outras. A Serrata tem gerado vasta bibliografia. Muitos historiadores entendem que ela representou um golpe de Estado antidemocrático, extinguindo um sistema eletivo para o Conselho que antes tinha a participação da plebe, que escolhia representantes distritais com poder de voto nas eleições finais, mas para outros a natureza dessa mudança não é clara, embora seja claro um contexto de crise política, que persistiu por algum tempo depois, surgindo reações e conspirações. Apesar de bloquear a admissão indiscriminada de novos membros, previa-se que eventualmente outras famílias pudessem ser admitidas, desde que cumprissem determinadas condições.

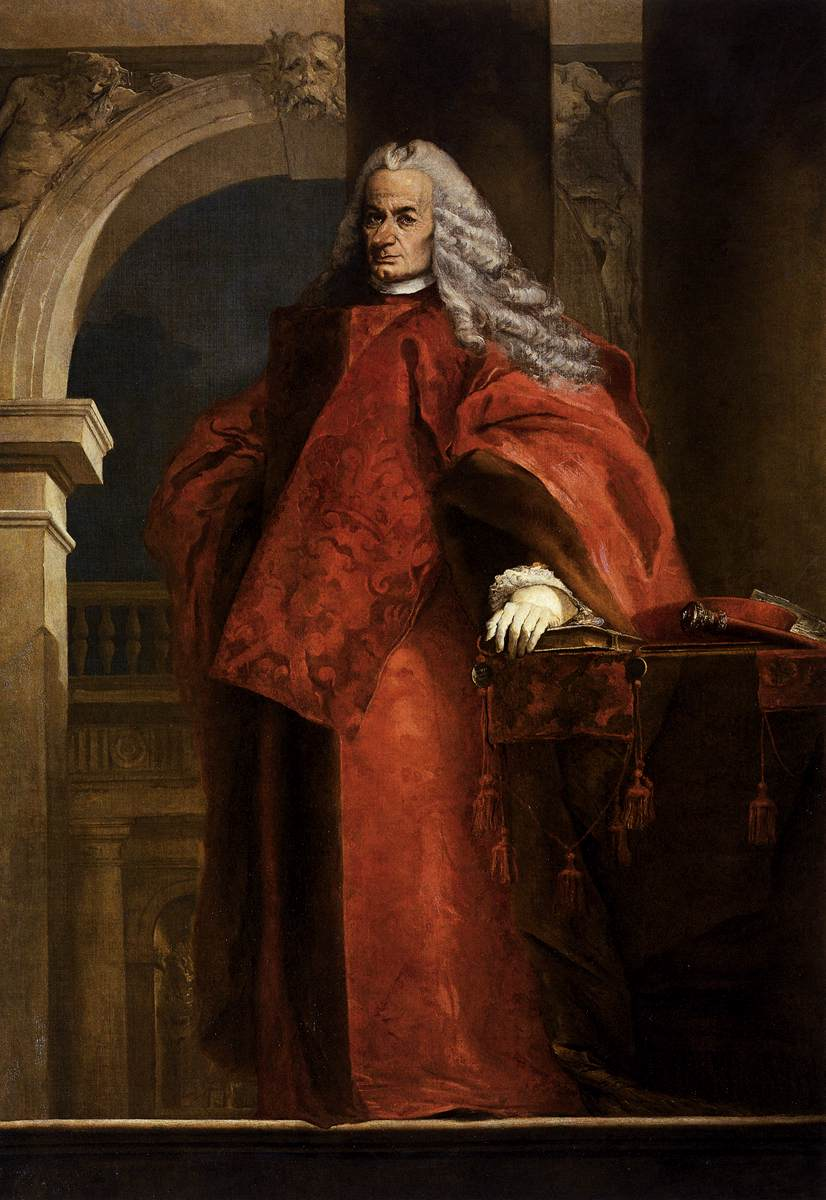
Daniele Dolfin, um típico patrício de Veneza

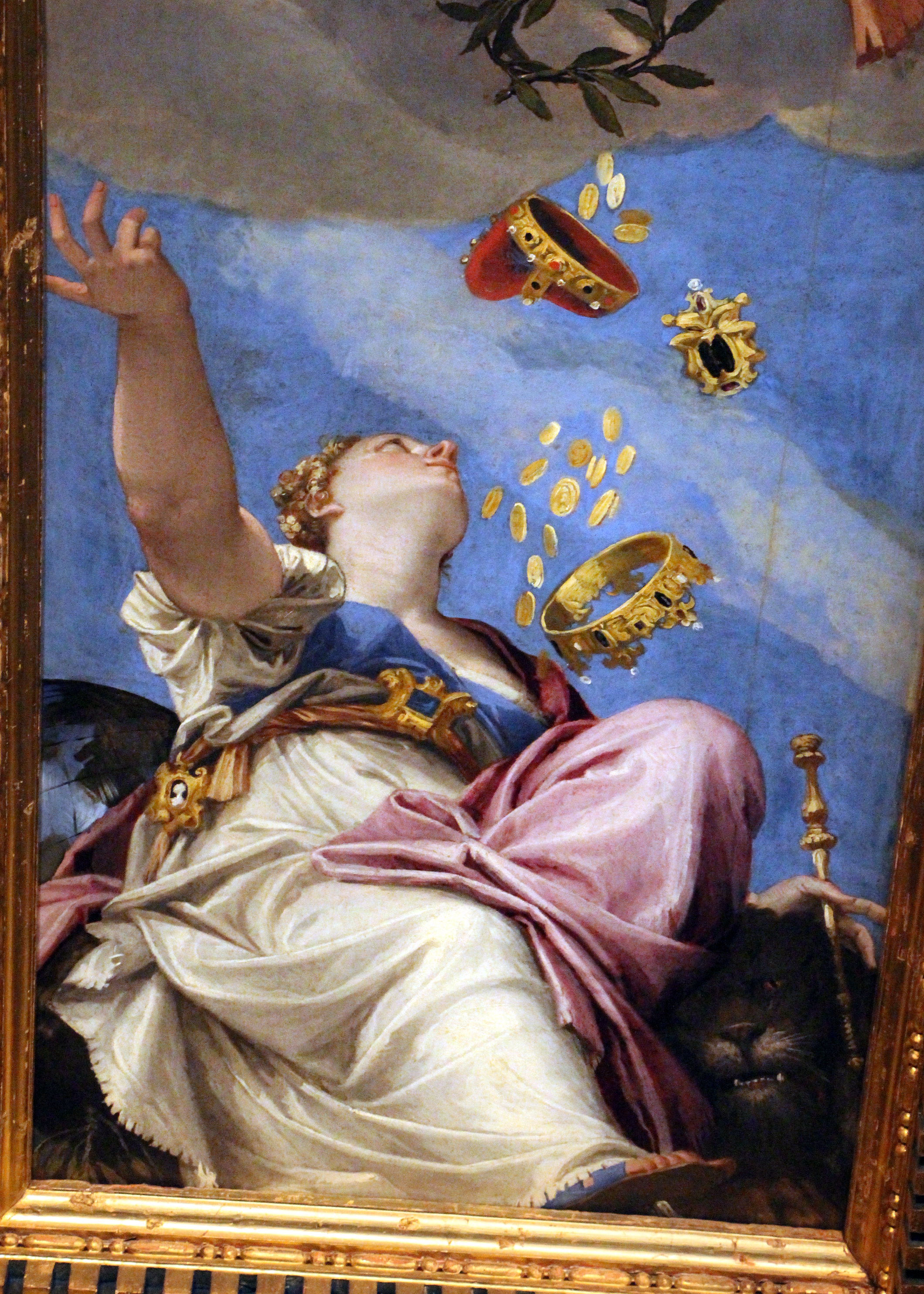
Veneza recebe do céu as dádivas de Juno, representadas pelos símbolos da soberania (a coroa murada), do poder (a coroa ducal), da glória e da fama (a coroa de louros) e da riqueza (as moedas de ouro). Pintura de Paolo Veronese no teto da Sala do Conselho Maior no Palácio dos Doges, parte do rico imaginário alegórico produzido para autopromoção da civilização veneziana.

De qualquer modo, ali fundou-se uma nova elite governante, que veio a ser conhecida como o patriciado veneziano. Em 1323 formalizou-se sua condição de nobreza como hereditária, e desde então somente patrícios tiveram acesso aos conselhos e magistraturas superiores. Ficava definitivamente estabelecido o vínculo jurídico entre o estatuto social e o corpo soberano. Seus privilégios e deveres seriam progressivamente regulamentados e adaptados até meados do século XIV em uma série de decretos. Embora limitando o acesso ao poder, a Serrata ampliou a classe governante, mais que dobrando o número de integrantes do Conselho Maior, que chegou a quase dois mil, contemplando mais de 200 famílias. Essa ampliação teve o efeito de atenuar as tensões políticas e sociais das décadas precedentes, quando outros setores da sociedade clamavam por uma maior participação no governo. A presença de membros de condição econômica mais modesta constituiu outro amortecedor de tensões em um ambiente que, como mostram as pesquisas mais recentes, foi sempre semeado de lutas mais ou menos abertas entre facções em busca dos melhores cargos e vantagens. Nos séculos seguintes a admissão de novas famílias no patriciado ocorreu muitas vezes, principalmente em virtude da progressiva extinção de muitas famílias originais, mas era sempre coisa muito difícil de obter, geralmente envolveria o desembolso de uma fortuna e um rigoroso escrutínio da carreira pública e privada dos candidatos, considerando sua moralidade, dignidade, forma de vida, história familiar e sua potencial utilidade para o progresso do Estado e para a melhor administração da coisa pública.
Outras famílias que haviam feito parte do Conselho foram excluídas na Serrata e foram remetidas para a classe dos cidadãos originais (em italiano: cittadini originarii), que embora decaindo para uma posição de nobreza de segundo escalão (também hereditária e regulamentada pouco depois), permaneceria no controle da maioria das magistraturas secundárias, das irmandades, do notariado, do cerimonial do Estado e de grande parte das atividades da chancelaria, desempenhando um papel central no funcionamento da burocracia estatal, além de enriquecer privadamente no grande comércio. As classes populares, que de fato pouco acesso às decisões haviam conseguido manter até esta data, ficavam definitivamente excluídas do governo, e ficava a sociedade dividida em quatro ordens, com direitos e deveres distintos: os patrícios; os cidadãos; o "povo comum", composto da pequena burguesia, soldados, profissionais liberais, operários qualificados, artesãos, e o "povo miúdo", a camada mais servil, mais desprovida de direitos e mais pobre da população.
A partir de então o Conselho Maior se firmou como o órgão de base da república, assim permanecendo até a extinção do Estado no século XVIII, sendo a fonte de grande parte das leis e a origem primária de todas as outras magistraturas, continuando a eleger o doge, que se tornava, porém, figura quase apenas simbólica e cerimonial. Em 1310 era criado o Conselho dos Dez (Consiglio dei Dieci), órgão de polícia encarregado de manter a ordem, a segurança e a moralidade pública, atuar como polícia secreta e órgão de censura, e como tribunal para casos de abuso de poder e corrupção dos nobres. A partir de 1335 o Conselho dos Dez adquire caráter permanente e o Senado ganha crescente peso nas decisões mais importantes.
A afirmação do patriciado desencadeou a formação de uma nova cultura de elite, com um ethos próprio e inconfundível, que deu nova identidade ao Estado e deixou uma marca indelével na história do Ocidente nos domínios da arte, da música, da arquitetura, dos costumes e da imaginação cultural. Criaram-se em torno de Veneza muitos mitos culturais e historiográficos, até hoje enfocados na bibliografia acadêmica e explorados pela cultura de massa (filmes, romances, documentários, turismo, etc), incluindo uma persistente imagem pública de um governo ilustrado, organizado, eficiente e benevolente. Seja como for, este sistema de governo se revelaria bom o bastante para fazer a república enfrentar com sucesso muitos desafios, agitações internas e guerras externas, conquistando uma grande área territorial, e enriquecendo fabulosamente através do controle de importantes rotas e entrepostos de comércio, dando a Veneza um papel proeminente na geopolítica e economia mediterrânea e europeia, além de definir novos rumos para culturas muito diversificadas existentes em sua área de influência.

## Século XV

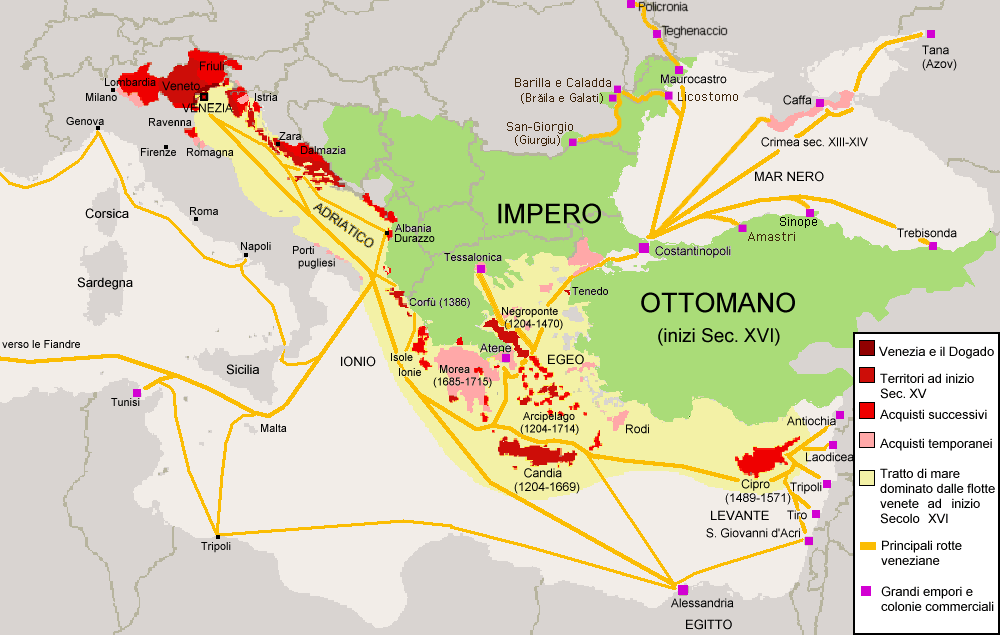
A rede comercial e as possessões venezianas no Mediterrâneo Oriental

No início do século XV, os venezianos também começaram a se expandir na península Itálica, bem como ao longo da Dalmácia na costa da Ístria para a Albânia, que foi adquirida do rei Ladislau de Nápoles. Veneza instalou uma nobreza para governar a área — por exemplo, com o conde Felipe Stipanov em Zara (atual Zadar). Esta jogada dos venezianos era como uma resposta à ameaça de expansão de João Galeácio Visconti, Duque de Milão. O controle sobre as principais rotas terrestres do nordeste também era uma necessidade para a segurança das rotas comerciais. Por volta de 1410, Veneza tinha um armada de 3 300 navios (tripulados por 36 000 homens) e já tomara a maior parte da Venécia, incluindo cidades importantes como Verona e Pádua.
A situação na Dalmácia tinha acalmado em 1408, com uma trégua com o rei Sigismundo da Hungria. Ao expirar o acordo, Veneza imediatamente invadiu o Patriarcado da Aquileia e submeteu Traù (Trogir), Split, Durrës e outras cidades da Dalmácia. As dificuldades do Reino da Hungria garantiram à república a consolidação de seus domínios no Adriático.
Com o doge Francesco Foscari (1423–1457), a cidade atingiu seu ápice de poder e extensão territorial. Em 1425, eclodiu uma nova guerra, desta vez contra Filipe Maria Visconti de Milão. A vitória na batalha de Maclódio do Conde de Carmagnola, comandante do exército veneziano, levou à mudança da fronteira ocidental do rio Ádige para o Adda. Entretanto, a expansão territorial não foi bem-vinda em todo de lugar Veneza: a tensão com Milão continuou alta e, em 1446, a República travou luta contra outra liga, formada por Milão, Florença, Bolonha e Cremona. Depois de uma vitória inicial veneziana sob Micheletto Attendolo em Casalmaggiore, entretanto, Visconti morreu e foi proclamada a República Ambrosiana em Milão. A Sereníssima tinha então caminho aberto para ocupar Lodi e Placência, mas foi impedida por Francisco I Sforza. Mais tarde, Sforza e o doge se aliaram para tomar o controle de Milão, em troca da cessão de Bréscia e Vicenza. Veneza, entretanto, mudou de lado de novo quando o poder de Sforza pareceu tornar-se excessivo: a situação delicada foi resolvida com a Paz de Lodi (1454), que confirmou a área de Bérgamo e Bréscia sob os domínios da república. Nessa época, o territórios da Sereníssima incluíam muito do atual Vêneto, mais Friul, as províncias de Bérgamo, Cremona e Trento, bem como Ravena, a Ístria e a Dalmácia. As fronteiras orientais eram com Gorizia e as terras ducais da Áustria, enquanto no sul era com o Ducado de Ferrara. Os domínios ultramarinos incluíam a Eubeia e Egina.

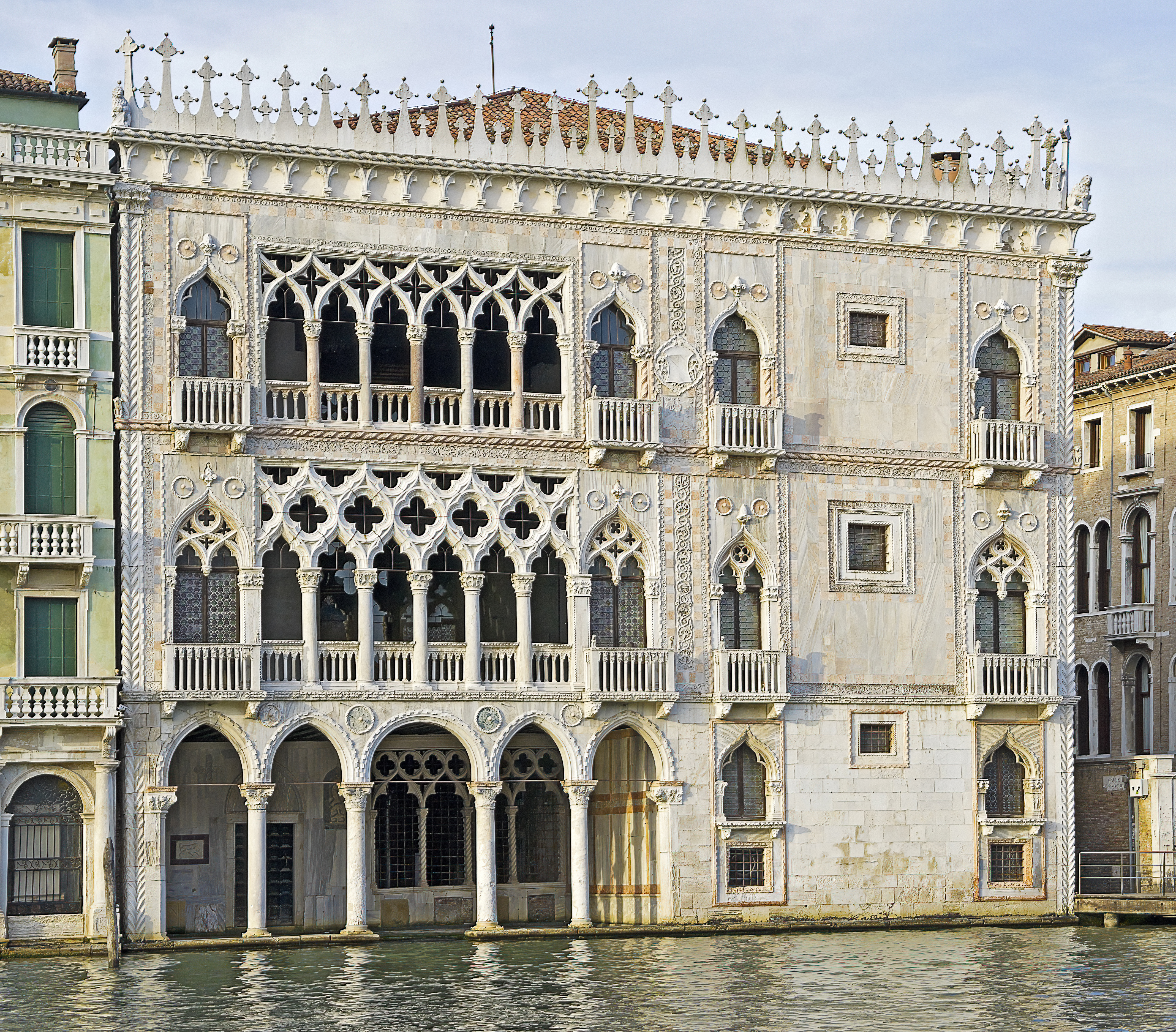
A Ca' d'Oro, século XV, um dos principais monumentos góticos de Veneza e um exemplo típico da edificação residencial da elite

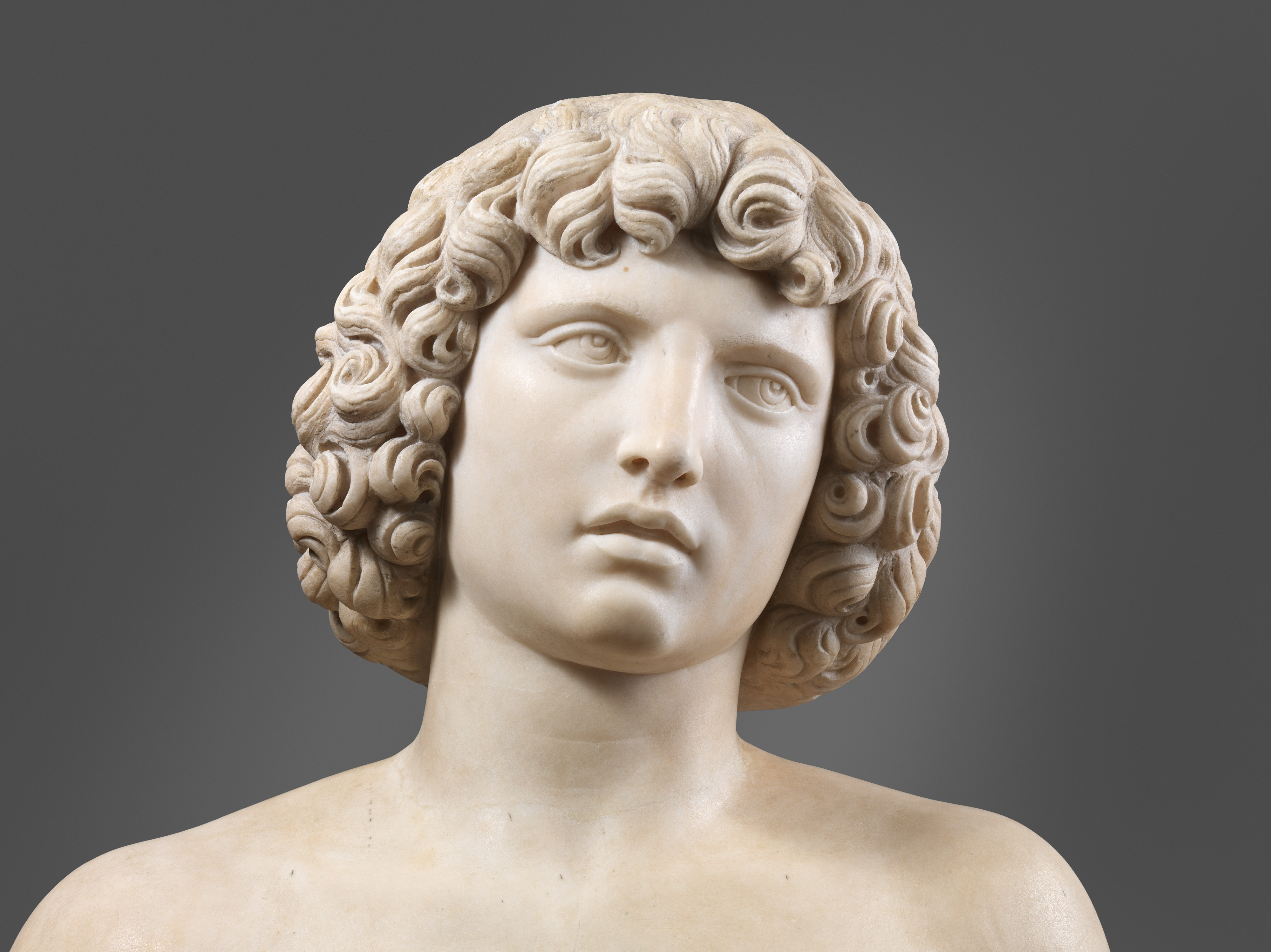
Detalhe do famoso Adão, de Tullio Lombardo, século XV, mestre ativo em Veneza e um dos principais escultores do Renascimento italiano

Em 1453, Constantinopla caiu sob os otomanos, mas Veneza conseguiu manter uma colônia na cidade e alguns dos antigos privilégios comerciais que tinha tinha sob os bizantinos. A despeito das recentes derrotas otomanas contra João Hunyadi da Hungria e Skanderbeg na Albânia, a guerra era inevitável. Em 1463, a fortaleza veneziana de Argos foi arrasada. Veneza firmou uma aliança com Matias Corvino da Hungria e atacou as ilhas gregas por mar e o Império Búlgaro por terra. Ambas as frentes, entretanto, viram os aliados forçados a se retirar, depois de várias vitórias menores. Operações reduziram-se sobretudo a escaramuças isoladas e guerrilha, até os otomanos moverem uma contra-ofensiva maciça em 1470. Isto arrebatou de Veneza sua principal possessão no mar Egeu, Negroponte. Os venezianos buscaram uma aliança com o xá da Pérsia e potências europeias, mas receberam somente apoio limitado e puderam fazer somente ataques de pequena escala em Antália, Halicarnasso e Esmirna. Os otomanos conquistaram o Peloponeso e lançaram uma ofensiva em terra veneziana, perto do importante centro de Údine. Os persas, junto com o emir caramaniano, foram severamente derrotados em Terdguin, e a república ficou sozinha na luta. Mais adiante, muito da Albânia foi perdida depois da morte de Skanderbeg. Entretanto, a heroica resistência de Escodra sob Antonio Loredan forçado os otomanos a retirar-se da Albânia, enquanto uma revolta em Chipre devolveu a ilha à família Cornaro e, subsequentemente, à Sereníssima República (1473). Seu prestígio parecia assegurado, mas Scutari caiu dois anos mais tarde, e o Friul era de novo invadido. Em 24 de janeiro de 1479, um tratado de paz era finalmente assinado com os otomanos. Veneza tinha a ceder Argo, Negroponte, Lemnos e Scutari, e pagamento anual de tributo de 10.000 ducados. Cinco anos mais tarde o acordo era confirmado pelo sucessor Maomé II, o Conquistador, Bajazeto II, com a troca pacífica das ilhas de Zacinto e Cefalónia entre os dois lados.
Em 1482, Veneza aliou-se com o papa Sisto IV para conquistar Ferrara, opondo-se a Florença, Reino de Nápoles, Ducado de Milão e Ercole d'Este (ver Guerra de Ferrara). Quando as milícias papais e venezianas foram esmagadas na Batalha de Campomorto, Sisto IV mudou de lado. De novo sozinha, Veneza foi derrotada pelos veroneses de Alfonso de Calábria, mas conquistou Galípoli, na Apúlia, por mar. O balanço mudou para Ludovico Sforza de Milão, que passou para o lado de Veneza: isto deu lugar a uma rápida paz, que foi assinada perto de Bréscia em agosto de 1484. Apesar das numerosas derrotas na campanha, Veneza obteve Polesine e Rovigo, e aumentou seu prestígio na península Itálica, especialmente à custa de Florença. No final da década de 1480, Veneza teve duas breves campanhas contra o novo papa Inocêncio VIII e Segismundo da Áustria. As tropas de Veneza também estiveram presentes na Batalha de Fornovo, contra Carlos VIII de França. A aliança com o Reino de Aragão na reconquista do Reino de Nápoles garantiu o controlo dos portos da Apúlia, importantes e estratégicas bases sobre o baixo Adriático e as ilhas Jônicas.
Mesmo durante as guerras contra os turcos, no fim do século XV, Veneza tinha 180 000 habitantes, e era a segunda maior cidade da Europa depois de Paris e provavelmente a mais rica do mundo. O território da República de Veneza estendia-se sobre aproximadamente 70 000 km² com 2,1 milhões de habitantes (para um exemplo de comparação, a Inglaterra tinha à época 3 milhões, toda a Itália 11, França 13, Portugal 1,7, Espanha 6, Sacro Império Romano-Germânico 10). Administrativamente o território era dividido em três partes principais:
- o Dogado (literalmente o território sob o doge) compreendendo os ilhéus da cidade e as terras originais em torno da lagoa;
- o Stato da Màr (estado marítimo) compreendendo a Ístria, a Dalmácia, as costas albanesas, os portos da Apúlia, as ilhas Jónicas, Creta ("Reino de Cândia"), o Ducado do Arquipélago, no mar Egeu, o Reino de Chipre e várias fortalezas e colônias comerciais nas maiores cidades e portos em torno do sudeste europeu e Médio Oriente;
- o Stato di Terraferma [en] (estado de terra firme) compreendendo Véneto, Friul-Veneza Júlia, o leste da Lombardia e a Romanha.

Em 1485, o embaixador francês, Philippe de Commines, escreveu sobre Veneza: "É a mais esplêndida cidade que eu já vi, e tem um governo de si mesma muito sábio".

## Liga de Cambrai, Lepanto e a perda de Chipre
Em 1499, Veneza aliou-se com Luís XII de França contra Milão, conquistando Cremona. No mesmo ano o sultão otomano fez um ataque a Lepanto por terra, e enviou uma grande frota a para uma ofensiva por mar. Antonio Grimani, mais comerciante e diplomata do que marinheiro, era derrotado no mar na batalha de Zonchio em 1499. Os turcos uma vez mais saquearam o Friul. Preferindo a paz à guerra total contra os Turcos, Veneza rendeu-se nas bases de Lepanto, Modon e Coroni.
Em 1571, Veneza, Espanha e o papa formaram a Santa Liga, que reuniu uma grande frota de 208 navios, 110 dos quais eram venezianos, sob o comando geral de João da Áustria, meio-irmão de Filipe II de Espanha. Os venezianos eram comandados por Sebastiano Venier. A frota turca, igual em número à do aliado, tinha subido o Adriático até Lesina, e então retornado a Lepanto no golfo de Patras para provisões.
A frota cristã tinha se reunido em Messina e encontrado a frota turca em Lepanto a 7 de outubro de 1571. A frota cristã saiu vitoriosa, e dividiu entre si 117 navios capturados dos turcos. Mas os venezianos não ganharam vantagem estratégica. Filipe II estava preocupado com a balança de poder no Mediterrâneo Oriental e África, e tinha se rendido antes de Lepanto. A perda de Chipre foi ratificado na paz de 1573. Em 1575, a população de Veneza era de 175 000 pessoas, mas caiu para 124 000 em 1581.

## Declínio

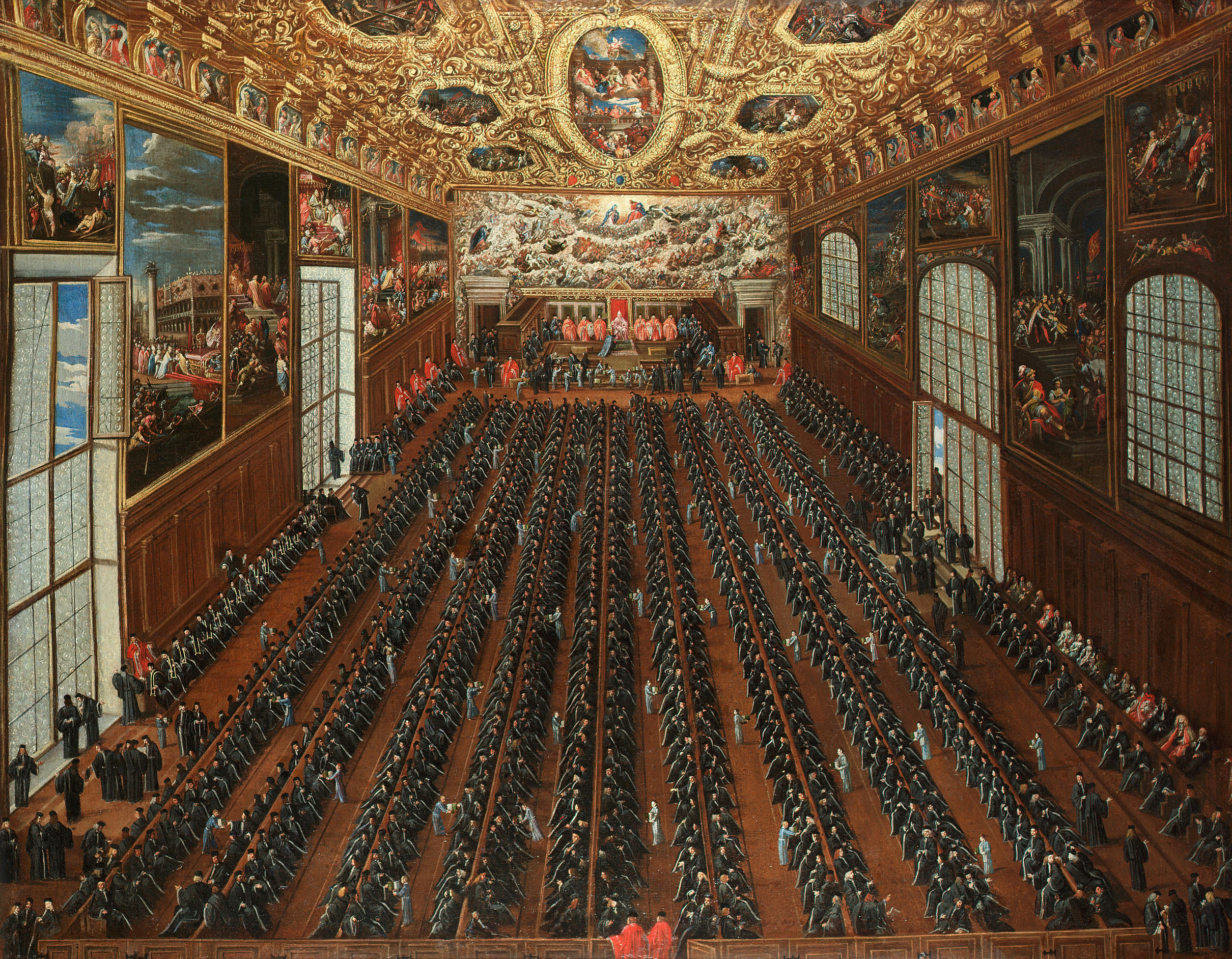
A Sala do Conselho Maior no Palácio Ducal durante uma sessão, tela de Joseph Heintz, o Jovem, c. 1678

Giovan Battista Tiepolo, Netuno oferece a riqueza do mar a Veneza, 1748-1750. A pintura é uma alegoria do poder da República de Veneza, como a riqueza e poder da Sereníssima era baseada no controle do mar

Em dezembro de 1714, os turcos declararam guerra à República, numa altura em que os domínios exteriores eram grandes, por exemplo o "Reino de Moreia" (Peloponeso), era "sem nenhuma duvida dessas fontes que são desejáveis, mesmo em países onde a ajuda está próxima, que não são susceptíveis de serem atacados pelo mar".
Os turcos tomaram as ilhas de Tinos e Egina, cruzaram o istmo e tomaram Corinto. Daniele Dolfin, comandante da frota veneziana, achou que seria melhor salvar a frota do que arriscá-la em Peloponeso. Quando finalmente chegou ao local, Náuplia, Modon, Corona e Malvásia tinham caído. Leucas nas Ilhas Jônicas e as bases de Espinalonga e Suda em Creta ainda restavam em mãos venezianas, mas abandonadas. Os turcos finalmente desembarcaram em Corfu, mas seus defensores conseguiram repeli-los. Enquanto isso, os turcos tinham sofrido uma grave derrota pelos austríacos em Petrovaradin em 3 de agosto 1716. A nova frota veneziana se esforçou em Egeu e em Dardanelos em 1717 e 1718, entretanto, teve pouco sucesso. Com o Tratado de Passarowitz (21 de julho de 1718), Áustria fez grandes conquistas territoriais, mas Veneza perdeu a Moreia, em comparação aos seus pequenos ganhos na Albânia e na Dalmácia ("Linea Mocenigo") eram pouca compensação. Foi a última guerra da República contra o Império Otomano.
O declínio de Veneza no século XVIII, não foi causado apenas por Gênova, antigo rival de Veneza, mas também por Livorno, um novo porto no Mar Tirreno criado pelos grão-duques da Toscana e escolhido como encenação para o comércio britânico no Mediterrâneo. Ainda mais prejudicial foram as cidades papais de Ancona e Hasburgo Triste, um porto livre desde de 1719, no mar Adriático, que já não constituíam uma "Veneziana do Golfo". Um político Veneziano importante da época declarou: "Além do resíduo que é deixado para nós, Ancona rouba nossos comércios, tanto do Levante e do Ocidente, da Albânia e as outras províncias turcas. Trieste leva quase todo o resto do comércio que vem da Alemanha". Mesmo as cidades do continente oriental até Verona têm os seus fornecimentos a partir de Gênova e Livorno. A presença de piratas da costa do Magrebe agravou a situação: "Tudo está em desordem, tudo está fora do controle".
Exclamou Carlo Contarini no Maggior Consiglio em 5 de dezembro de 1779. Ele estava falando de uma "comoção" na procura de um plano de reforma também apoiado por Giorgio Pisani. A ideia era eliminar o monopólio do poder apreciado pelo pequeno número de patrícios ricos em vantagem do grande número de pobres. Isso deu origem a planos de "derrubar o sistema" e o doge, Paolo Renier, se opôs ao plano. "Prudência" sugeriu que as agitações em favor da reforma eram uma conspiração. Os inquisidores tomaram a medida arbitrária de confinar Pisani no castelo de San Felice em Verona, e Contarini na fortaleza de Cattaro.

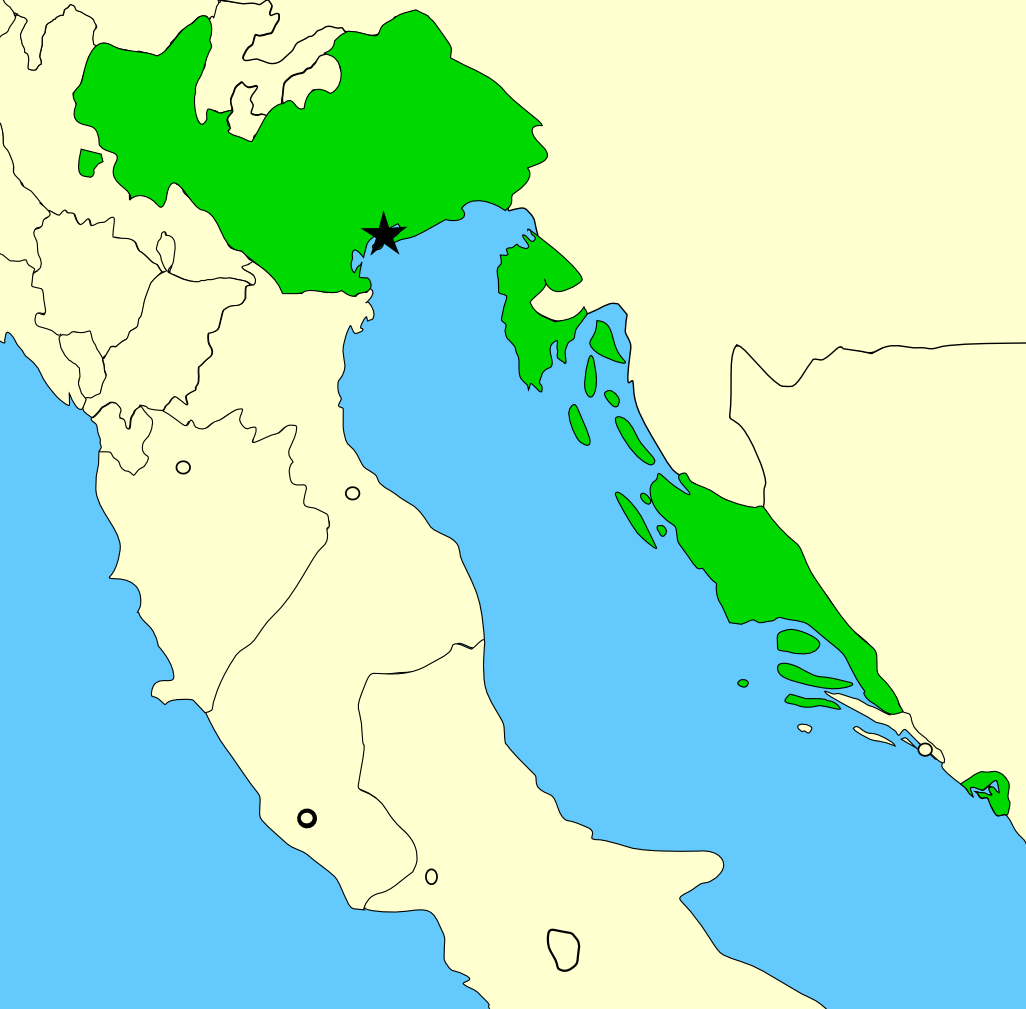
A República de Veneza, como era em 1796, um ano antes da queda perante os franceses

Em 29 de maio de 1784, Andrea Tron, conhecido como El paron ("Patrono") por causa de sua influência política, disse sobre o comércio:
| “ | Está caindo em colapso final. As antigas máximas e leis que criaram e ainda poderiam criar a grandeza de um Estado foram esquecidas. [Estamos] suplantados por estrangeiros que penetram direto nas estranhas da nossa cidade. Estamos despojados de nossa substância, e nem uma sombra dos nossos antigos comerciantes pode ser encontrada entre os nossos cidadãos ou nossos súditos. Capital está em falta, não na nação, mas no comércio. Ele é usado para apoiar afeminamentos, extravagâncias excessivas, espetáculos ociosos, divertimentos pretensiosos e vícios, em vez de apoiar e aumentar a indústria, que é a mãe da boa moral, da virtude e do comércio nacional essencial. | ” |

O último empreendimento naval veneziano ocorreu em 1784-1786. O bei de Tunis juntamente com os piratas renovaram seus atos de pirataria seguido de reivindicações de indenização por perdas sofridas por causa dos assuntos tunisianos em Malta, mas sem nenhuma culpa dos venezianos. Quando os esforços diplomáticos para alcançar um acordo falharam, o governo foi forçado a tomar uma ação militar. A frota sob comando de Angelo Emo bloqueou Tunis e bombardeou Sousse (novembro de 1784 e maio 1785), Sfax (agosto de 1785), La Goleta (setembro) e Bizerta em 1786. Esses sucessos militares brilhantes não trouxeram nenhum resultado político e o Senado lembrou desse fato a Emo e sua frota de Corfu. Depois da morte de Emo, a paz foi feita com Tunis, aumentando os encargos do bei. Até o ano de 1792, a antes grande frota mercante veneziana tinha diminuído para apenas 309 navios.
Em janeiro de 1789, Ludovico Manin, de uma família recentemente enobrecida, foi eleito doge. As despesas da eleição tinham crescido ao longo do século XVIII, e agora chegaram ao seu mais elevado patamar. O patrício Pietro Gradenigo comentou: "Um friulano é doge; a República está morta". C.P. Snow sugeriu que no último meio século da República, os venezianos sabiam "que a corrente da história tinha começado a fluir contra eles", e que para continuar exigiria "quebrar o padrão em que eles se cristalizaram"." No entanto, eles "gostavam do padrão" e "nunca encontraram a vontade de quebrá-lo."

## Fim da república
Por volta de 1796, a República de Veneza já não podia mais se defender, já que sua frota de guerra contava somente com 4 galés e 7 galeotas. Na primavera de 1796, o Piemonte caiu e os austríacos foram batidos de Montenotte a Lodi. O exército de Napoleão Bonaparte cruzou as fronteiras da neutra Veneza em perseguição ao inimigo. No final do ano, as tropas francesas ocupavam o território veneziano acima do rio Ádige. Vicenza, Cadore e Friul eram mantidas pelos austríacos. Com a campanha do ano seguinte, Napoleão mirou nas possessões austríacas através dos Alpes. Nas preliminares da Paz de Leoben, cujos termos permaneceram secretos, os austríacos tomaram as posses venezianas como preço pela paz (18 de abril de 1797).
Enquanto isso, Bréscia e Bérgamo se revoltaram a favor de Veneza, e movimentos antifranceses cresciam alhures. Napoleão ameaçou declarar guerra a Veneza em 9 de abril. Em 25 de abril, anunciou aos delegados venezianos em Graz: "Não quero mais Inquisição, não quero mais Senado; serei um Átila para o Estado de Veneza". Em 12 de maio de 1797 a república se rendia a Napoleão, encerrando sua história como Estado independente. A capital foi invadida e saqueada. Nas negociações sucessivas à guerra, seus territórios foram entregues à Áustria, e mais tarde foram absorvidos pelo Reino da Itália unificada.